# Migues
Migues es una ciudad uruguaya del departamento de Canelones. Además es sede del municipio homónimo.

## Geografía
La localidad se ubica en la zona este del departamento de Canelones, al este del arroyo Solís Chico, en la intersección de las rutas 80, 81, 88 y 108. Dista 65 km de la capital departamental Canelones, y 91 km de la ciudad de Montevideo.

## Historia
Antes de 1752 las tierras donde se asienta la localidad de Migues y sus alrededores pertenecían jurídicamente a la Corona española. En ese año, el capitán José Villanueva Pico remató las tierras situadas entre los arroyos Solís Chico y Solís Grande. En 1761 las adquirió Juan Villanueva Pico, hermano de José. En 1786 Josefa Villanueva Pico recibió las tierras en herencia, quien a su vez las legó en 1809 al presbítero Antonio Garros, español de Navarra.
En tiempos de la revolución artiguista, de acuerdo al reglamento de tierras vigente, se repartieron las tierras del latifundio de la familia Villanueva Pico en 1816. Entre 1825 y 1835 Félix de Álzaga, apoderado del pbro. Garros, gestionó afanosamente la devolución de las tierras confiscadas hasta que en 1835 logró venderlas a Blas Migues.
En 1852 se realizó la partición de bienes de Blas Migues, correspondiendo las tierras en cuestión a su hijo Gregorio Migues, quien las anexó a otras adyacentes que compró a sus hermanos en 1853.
El proceso fundacional del pueblo se inició en 1859 cuando Gregorio Migues construyó una espaciosa finca para su familia en las cercanías de la actual plaza del pueblo. Alrededor de la misma se fueron construyendo posteriormente otros edificios y en 1865 se comenzó la construcción de la iglesia y se gestionó la declaración del nuevo asentamiento como pueblo. Estas gestiones se truncaron con la muerte repentina de Gregorio Migues el 27 de octubre de ese año.
Ya durante la presidencia de Bernardo Berro se había comenzado a promover la fundación de nuevas poblaciones con el objetivo de arraigar la población de la campaña uruguaya y de afianzar la nacionalidad de la joven república. En este contexto, la señora Nicasia Figueredo de Migues ofreció al fisco parte de sus tierras para formar definitivamente la población, propuesta que fue aprobada por la cámara de representantes el 22 de junio de 1870. La única condición impuesta por la donante fue que llevara el nombre de Pueblo del Carmen, ya que la señora de Migues era muy devota de la Virgen del Carmen. Esta denominación no prosperó debido a que desde el comienzo se prefirió honrar la memoria del iniciador.
El 15 de mayo de 1925 la localidad fue elevada a la categoría de villa por ley 7.837, mientras que por ley 13.866 del 26 de junio de 1970, recibió la categoría de ciudad.

## Población
Según el censo de 2023 la ciudad contaba con una población de 2 555 habitantes.
| 5 000         | 1 968 | 2 183 | 2 079 | 2 004 | 2 180 | 2 109 | 2 555 |
| (Fuente: INE) |       |       |       |       |       |       |       |